# Carlo Nenci
Carlo Agostino Domenico Nenci (Arezzo, 22 dicembre 1881 – Arezzo, 10 luglio 1956) è stato un politico italiano.

## Biografia
Figlio dell'ingegnere Francesco Nenci, si laureò in medicina e fu primario e vice-direttore dell'Ospedale psichiatrico di Arezzo.
Liberale, fu eletto sindaco di Arezzo il 12 novembre 1920, alla guida di una giunta liberal-conservatrice in funzione anti socialista, che comprendeva anche esponenti del primo fascismo locale. Proprio a causa del crescente successo dei fascisti, fu costretto alle dimissioni il 28 dicembre 1922, poi ratificate il 9 gennaio 1923 con la decadenza della giunta e la nomina del commissario prefettizio Emilio D'Eufemia.
Nel 1926 fu membro del direttorio dell'Unione industriale aretina, mentre dal febbraio 1938 al febbraio 1943 fece parte della consulta municipale in rappresentanza dell'Unione fascista di credito e assicurazione. Morì ad Arezzo il 10 luglio 1956.